# Vouwen
Vouwen is een techniek om een materiaal dubbel te leggen, zonder het materiaal blijvend te beschadigen. Het doel is het materiaal of object kleiner te maken, bijvoorbeeld bij het vouwen van een kledingstuk, of om een nieuw object te vervaardigen, bijvoorbeeld bij het vouwen van een envelop uit een vel papier.
In Nederland wordt vooral op de basisschool veel met vouwblaadjes gewerkt. De meerwaarde van vouwen voor de ontwikkeling van meetkundige kennis bij kinderen is daarbij van belang. Kinderen leren uit een vierkant blaadje kleinere vierkantjes vouwen (4 of 16), driehoeken (2, 4, 32), of bijvoorbeeld een vlieger. Dit vouwen is ook in veel andere landen onderdeel van het onderwijsprogramma. De namen van vouwwerkjes verschillen per land, maar de vouwwerkjes 'peper en zout' of het 'muizentrapje' zijn in vele landen bij kinderen bekend.
In Japan is het vouwen zelfs tot kunst verheven onder de naam Origami. Daarvoor worden bijzondere papiersoorten gebruikt. De velletjes zijn vaak klein en het uiteindelijke resultaat nog kleiner. Origami vereist precisie en geduld.